# På lige hammel
|  | Denne artikel er oprettet af botten Steenthbot ud fra en ekstern database. Den kan derfor have sproglige fejl eller mangler. Denne skabelon kan fjernes efter kontrol af indholdet. |

På lige hammel er en dansk dokumentarfilm fra 1954.

## Handling
Filmen følger årets gang på et husmandssted, også det sociale liv.